# Carlos Gardel
Carlos Gardel (11. prosince 1887/18901 – 24. června 1935 Medellín, Kolumbie) je možná nejvýznamnější postavou v historii tanga. Ačkoliv není jasné, narodil-li se v Uruguayi nebo Francii, tak od útlého dětství vyrůstal v Argentině, a později, v roce 1923, získal také argentinské občanství. Vyrůstal v okolí Abasty, bývalého hlavního ovocného a zelného trhu v Buenos Aires, nyní obchodního domu. Zemřel při leteckém neštěstí na vrcholu své kariéry, čímž se stal archetypem tragického hrdiny oplakávaného celou Latinskou Amerikou. Gardel je pro mnohé ztělesněním tango stylu, který vznikl v 19. století v barrios Buenos Aires a Montevideu. Běžně se mu říká “Carlitos”, “Král tanga”, “El Mago” (Kouzelník) či ironicky také “El Mudo” (Němý).
Jeho neomylný baryton a dramatické frázování dělají z každé ze stovek jeho písní umělecké skvosty. Společně s textařem a dlouholetým spolupracovníkem Alfredem La Perou Gardel napsal několik klasických tang, zejména pak: Mi Buenos Aires querido, Cuesta abajo, Amores de estudiante, Soledad, Volver, Por una cabeza a El día que me quieras.

## Kariéra
Gardelova pěvecká kariéra začala v barech a na soukromých večírcích, kde zpíval s Franciscem Martinim a později v triu s Martinem a José Razzanovými. V roce 1917 nazpíval píseň Mi Noche Triste od Pascuala Contursiho a Samuela Castriota, čímž dal vzniknout zpívanému tangu (tango-canción). Píseň se stala latinskoamerickým hitem a prodalo se 10 000 jejích nahrávek. Poté se Gardel vydal na turné po Argentině, Uruguayi, Chile, Brazílii, Portoriku,Venezuele, Kolumbii, ale vystupoval také v Paříži, New Yorku, Barceloně a Madridu. Během prvních třech měsíců své návštěvy v Paříži roku 1928, prodal 70 000 svých nahrávek. S rostoucí popularitou se rozhodl natočit několik filmů pro Paramount Pictures ve Francii a USA. Sentimentální filmy jako El día que me quieras a Cuesta abajo sice postrádají trvalé dramatické hodnoty, přesto jsou výjimečnou ukázkou jeho pěveckého talentu a hvězdné vizáže.
V roce 1915 byl prý postřelen Che Guevarovým otcem – Ernestem Guevarou Lynchem – jako následek barové rvačky v Palais de Glace v okrsku Recoleta v Buenos Aires. Různé verze se však liší v tom, zdali byl zasažen do hrudi, nebo do nohy, ale tvrdí také, že střelcem vůbec nebyl otec Che Gevary, ale spíše Robert Guevara, známý rváč z dobře situované rodiny.

## Smrt a jeho odkaz
Gardel zemřel roku 1935 při havárii letadla v Medellínu (Kolumbie). Spolu s ním v letadle zahynul Le Pera, dva z kytaristů jejich skupiny (Guillermo Desiderio Barbieri a Ángel Domingo Riverol) a několik dalších obchodních partnerů a přátel členů skupiny. Někdo tvrdí, že třetí kytarista, José María Aguilar, zemřel několik dní po nehodě. Avšak jiní tvrdí, že Aguilar žil až do roku 1951, ačkoliv již nikdy se mu nevrátil zrak, ani cit v rukou.
Miliony fanoušků z celé Latinské Ameriky Gardela oplakávaly a tisíce z nich se s ním přišly rozloučit, když bylo jeho tělo převezeno do Montevidea, kde tou dobou žila jeho matka. Gardel leží pochován na hřbitově La Chacarita v Buenos Aires. V roce 2003 bylo v domě, kde Gardel žil se svou matkou, otevřeno muzeum Carlose Gardela.
Gardel je stále ctěný od Tokia po Buenos Aires a oblíbené latinskoamerické rčení, které jen potvrzuje jeho dlouhotrvající popularitu, zní : "Gardel zpívá lépe každým dnem." Jeho socha v životní velikosti stojící na jeho hrobce téměř vždy drží hořící cigaretu, kterou tam nechávají jeho obdivovatelé. Další časté latinskoamerické rčení tvrdí: Veinte años no es nada (Dvacet let je nic), což pochází z jeho písně Volver.

## Otázky kolem místa jeho narození
Místo Gardelova narození je neustále předmětem polemiky mezi Uruguayí, Argentinou a Francií.

bright

Někteří věří, že se narodil v malém městečku zvaném Valle Edén v Uruguayské oblasti Tacuarembó. Tato teorie je podpořena jeho žádostí o argentinské občanství, ve které tvrdí, že pochází z Uruguaye, a také ohořelým pasem, který byl nalezen u jeho ostatků, a který udává Tacuarembó jako jeho místo narození. Existují ovšem spekulace, že Gardel vydával Tacuarembó za své rodiště, aby se za první světové války vyhnul nástupu do vojenské služby v rodné Francii.
Psané záznamy však naznačují, že se Gardel narodil v Toulouse ve Francii jako nemanželský syn Berthy Gardès (1865–1943) a byl zde pokřtěn jako Charles Romuald Gardès. Jeho matka ho poté odvezla do Venezuely (odkud se nejspíš vrátila do Francie kvůli malému zájmu o její klobouky, které vyráběla), a později, když bylo malému Gardelovi 27 měsíců, do Argentiny. Původní francouzský rodný list je nyní v majetku Gardelova žáka, portorické televizní osobnosti a vlastníka tamějšího rádia Gilberta Mameryho. Navíc v domnělé Gardelově poslední vůli se tvrdí, že se narodil v Toulouse.
Kdybyste se zeptali na jeho národnost, Gardel by nejspíš odpověděl: "Narodil jsem se v Buenos Aires v Argentině, ve věku dvou a půl let..." Má se za to, že by odpověděl vyhýbavě, aby zakryl okolnosti narození se svobodné matce.
Argentinský spisovatel Fernando Esteves, podal v Gardelově životopise Carlos Gardel, La Biografía důkazy o tom, že Gardelovým otcem byl Paul Jean Lasserre – strojní inženýr, který se seznámil s Berthou, když pracovala v kloboučnickém obchodě jeho matky. Lasserre si však vzal jinou ženu krátce po Gardelově narození, a proto měl na Gardelovu výchovu jen minimální vliv. Zaplatil sice, na Berthin požadavek, její cesty do Jižní Ameriky, a vyhledal Gardela v Argentině v době, kdy již byl mezinárodně uznávaným zpěvákem, nicméně Gardel se rozhodl se s ním nesejít. Lasserre zemřel v roce 1921 na žloutenku.

## Filmy
- Flor de Durazno (1917) (němý). Toto byl první Gardelův film; režie Francisco Defilippis Novoa ve spolupráci s Celestino Petray.[7]
- Luces de Buenos Aires (1931) (natočeno v Paříži)
- Esperame (1933)
- La Casa es seria (1933)
- Melodía de Arrabal (1933)
- Cuesta abajo (1934)
- El Tango en Broadway (1934)
- El Día que me quieras (1935)
- Cazadores de estrellas (1935)
- Tango Bar (1935)
- Gardel 2008